# Aleksi Żelazkow
Aleksi Żelazkow (ur. 27 października 1961 w Burgasie) – bułgarski piłkarz i trener piłkarski. W ciągu prawie dwudziestoletniej kariery piłkarskiej był zawodnikiem Czernomorca Burgas (1980–1985 oraz 1995–1997), Neftochimika Burgas (1985–1990) i maltańskiej Birkirkary FC (1990–1995).
W 1997 r. rozpoczął pracę szkoleniową. Przez dwa lata był asystentem Dimityra Dimitrowa, w Liteksie Łowecz, gdzie razem w sezonie 1997–1998 świętowali mistrzostwo kraju, oraz w reprezentacji Bułgarii. W roku 1999 samodzielnie (tymczasowo) prowadził Liteks.